# Cogeces del Monte
Cogeces del Monte – gmina w Hiszpanii, w prowincji Valladolid, w Kastylii i León, o powierzchni 73,52 km². W 2011 roku gmina liczyła 813 mieszkańców.